# Povilas Babarskas
Povilas Babarskas, litovski rokometaš, * 13. december 1988, Kaunas, Litva.
Športno pot je začel pri petih letih, in sicer v Nemčiji. Njegov oče je namreč takrat igral za nemškega nižjeligaša iz bližine Dortmunda. A hitro rokomet ni bil več njegova prioriteta in, kot večina Litovcev, se je navdušil nad košarko. Po dveh letih igranja košarke se je vrnil na rokometni parket, začel igrati za športno gimnazijo v Kaunasu.
S 16. leti je debitiral za člansko moštvo, igral v tamkajšnji 1. in 2. ligi, pri 17 letih pa se je pridružil največjemu litovskemu klubu, Granitas Kaunasu in pri 20 letih prvič oblekel dres članske reprezentance. Z igranjem za člansko moštvo, s katerim je nastopil tudi v Ligi prvakov, so se mu odprla še nekatera vrata, pojavile so se prve možnosti za nastopanje izven meja rodne dežele in tako se je leta 2010 za dve sezoni preselil k avstrijskemu prvoligašu Innsbrucku, od koder ga je pot vodila k Bregenzu.
Tam je odigral tri sezone in se pred začetkom tekmovalnega leta 2015/16 preselil k najtrofejnejšemu slovenskemu rokometnemu klubu, Celju Pivovarni Laško. S klubom se je v prvi sezoni preizkusil med elito Lige prvakov, osvojil pokalni naslov, po rednem delu sezone pa je moštvo vodilno na prvoligaški lestvici.